# نمایشگاه بین‌المللی پاناما-پسیفیک
نمایشگاه بین‌المللی پاناما-پسیفیک (انگلیسی: Panama–Pacific International Exposition) نمایشگاه جهانی که در فاصله ۲۰ فوریه و ۴ دسامبر ۱۹۱۵ در
شهر سان فرانسیسکو کالیفرنیا برگزار شد. ظاهراً این نمایشگاه، جشن اتمام کانال پاناما بود. اما به‌طور گسترده یک فرصت برای به نمایش گذاشتن شهر بود که آن شهر از زمین‌لرزه ۱۹۰۶ بهبود یافته بود.

## نگارخانه

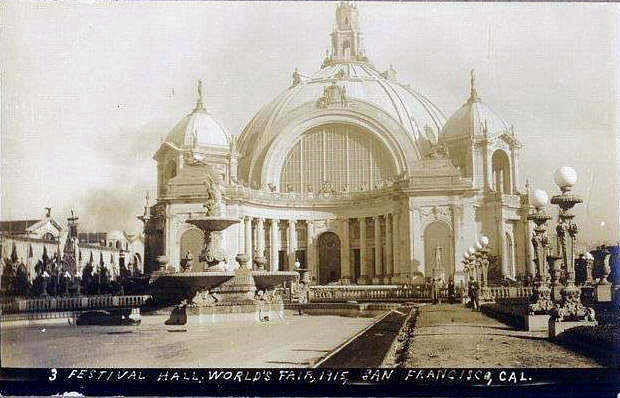
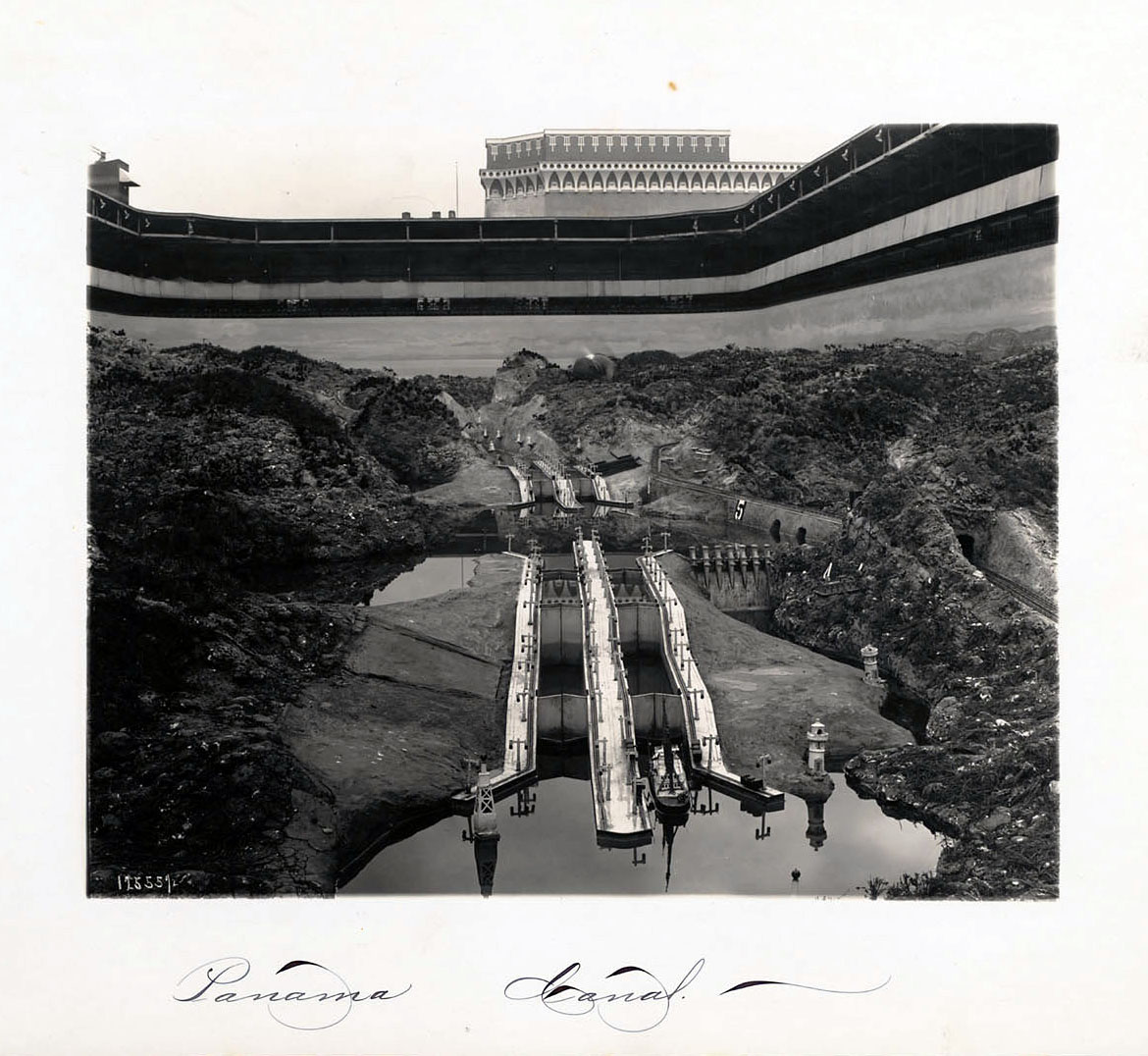
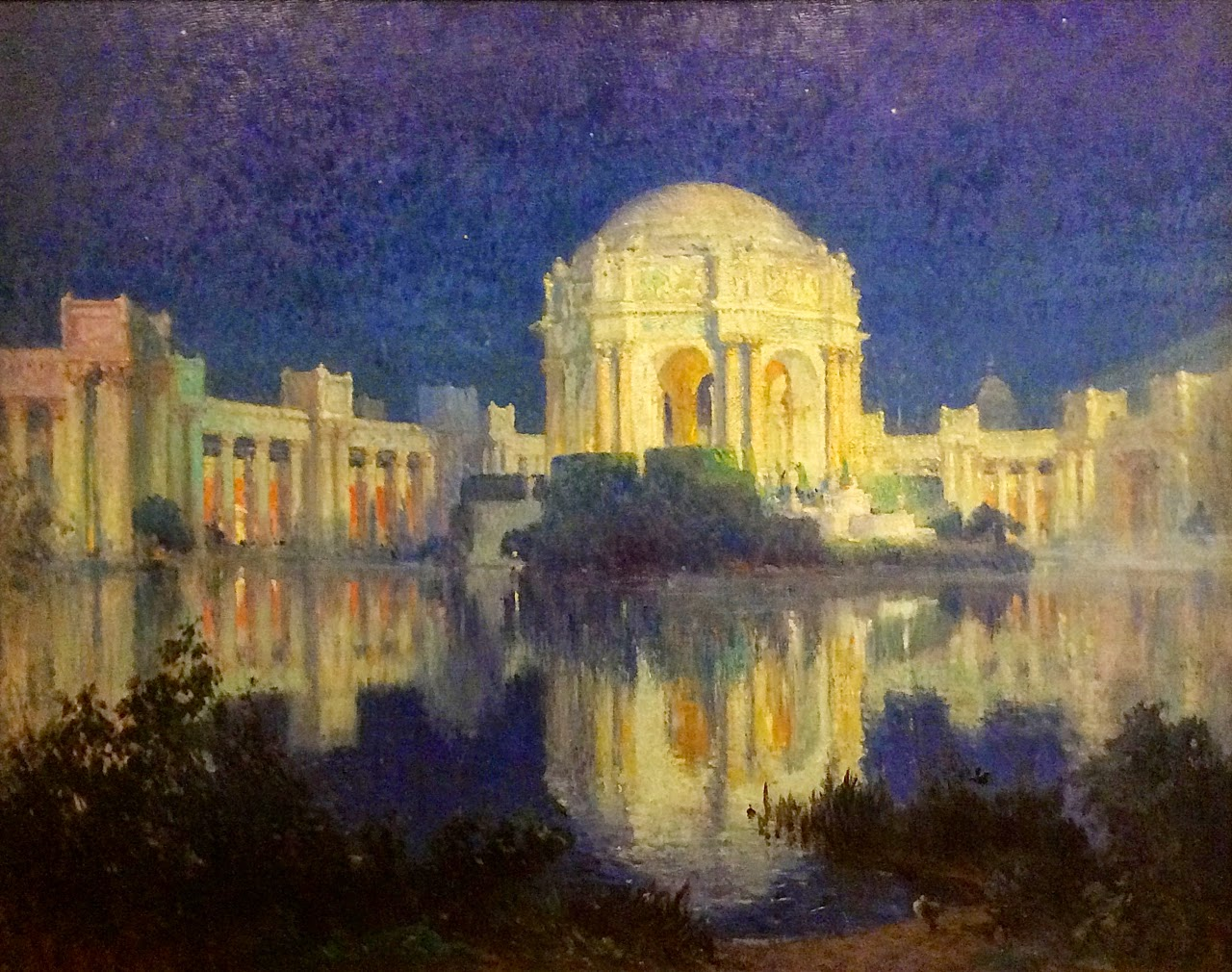
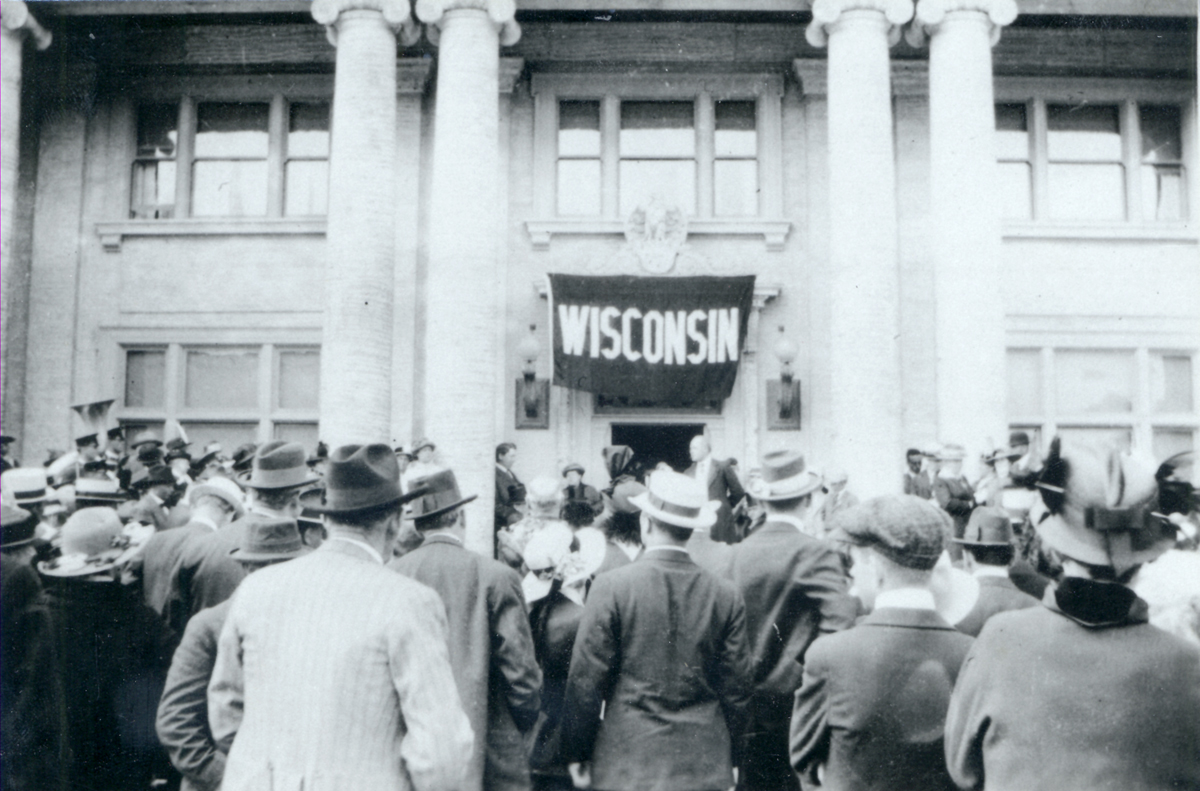
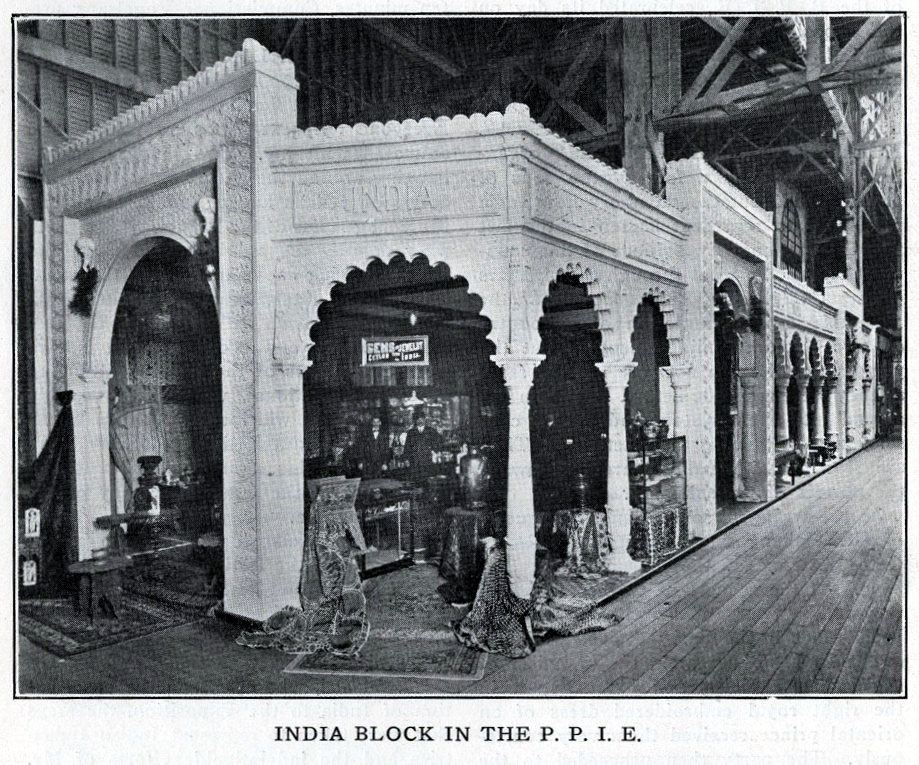
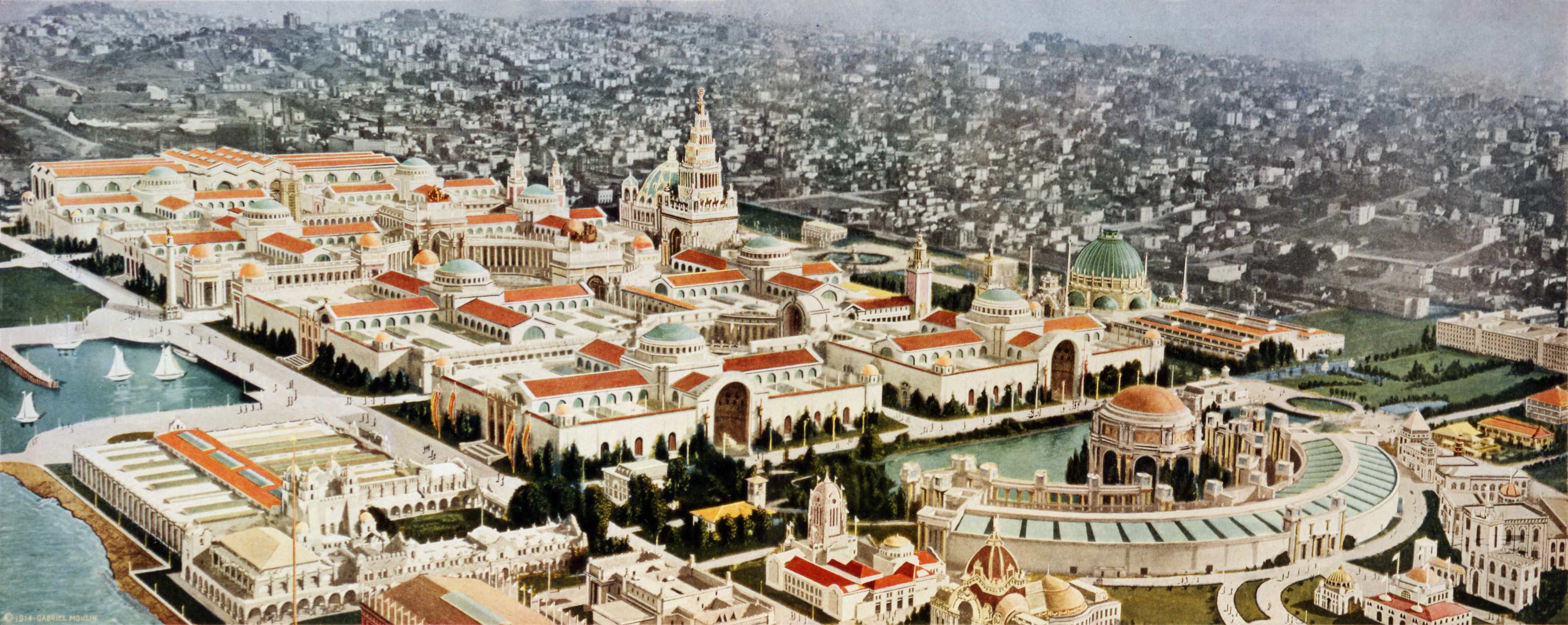